# Alessandro d'Este (cardinale)
Alessandro d'Este (Ferrara, 5 maggio 1568 – Roma, 13 maggio 1624) è stato un cardinale e vescovo cattolico italiano.

## Biografia
Nacque il 5 maggio 1568 e fu figlio illegittimo poi riconosciuto di Alfonso d'Este, marchese di Montecchio, e di Violante Segni.
Fu avviato agli studi presso l'Università degli Studi di Padova dove conseguì la laurea in legge. Nel 1587 fu ordinato sacerdote.
Durante la delicata fase storica che portò alla devoluzione di Ferrara nel 1598 venne provvisoriamente mandato a Modena dal fratello Cesare d'Este per prendere possesso del Ducato di Modena e Reggio prima che vi arrivasse lo stesso Cesare, obbligato a lasciare l'antica capitale del Ducato di Ferrara.
Papa Clemente VIII lo elevò al rango di cardinale nel concistoro del 3 marzo 1599 e in seguito si adoperò molto a favore della famiglia estense. Fece edificare la chiesa di San Vincenzo a Modena.
Nel 1605 venne nominato governatore di Tivoli. Durante il suo mandato provvide a restaurare e a portare agli antichi splendori Villa d'Este, voluta dal cardinale Ippolito II d'Este.
Morì il 13 maggio 1624 e venne sepolto nella chiesa di Santa Maria Maggiore a Tivoli.

## Discendenza
Dalla sua amante Giulia Constabile ebbe una figlia naturale:
- Giulia, che si fece monaca a Modena.

## Genealogia episcopale
La genealogia episcopale è:
- Cardinale Scipione Rebiba
- Cardinale Giulio Antonio Santori
- Cardinale Girolamo Bernerio, O.P.
- Arcivescovo Galeazzo Sanvitale
- Cardinale Ludovico Ludovisi
- Cardinale Marco Antonio Gozzadini
- Cardinale Alessandro d'Este

## Stemma
| Immagine | Blasonatura |
| -------- | --- |
| \| \|    | Alessandro d'Este Cardinale Stemma della famiglia d'Este. Lo scudo, accollato a una croce astile patriarcale d'oro, posta in palo, è timbrato da un cappello con cordoni e nappe di rosso. Le nappe, in numero di trenta, sono disposte quindici per parte, in cinque ordini di 1, 2, 3, 4, 5. |
|          | |

## Ascendenza
|                   |   |                           | Genitori               |  |  | Nonni |  |  | Bisnonni        |  |  | Trisnonni          |  |
|                   |   |                           |                        |  |  |       |  |  | Ercole I d'Este |  |  | Niccolò III d'Este |  |
|                   |   |                           |                        |  |  |       |  |  | Ercole I d'Este |  |  | Niccolò III d'Este |  |
|                   |   | Ricciarda di Saluzzo      |                        |  |  |       |  |  | Ercole I d'Este |  |  |                    |  |
| Alfonso I d'Este  |   |                           |                        |  |  |       |  |  | Ercole I d'Este |  |  |                    |  |
|                   |   | Eleonora d'Aragona        | Ferdinando I di Napoli |  |  |       |  |  |                 |  |  |                    |  |
|                   |   | Eleonora d'Aragona        | Ferdinando I di Napoli |  |  |       |  |  |                 |  |  |                    |  |
|                   |   | Eleonora d'Aragona        | Isabella di Clermont   |  |  |       |  |  |                 |  |  |                    |  |
| Alfonso d'Este    |   | Eleonora d'Aragona        |                        |  |  |       |  |  |                 |  |  |                    |  |
|                   |   | Francesco Boccacci Dianti | …                      |  |  |       |  |  |                 |  |  |                    |  |
|                   |   | Francesco Boccacci Dianti | …                      |  |  |       |  |  |                 |  |  |                    |  |
|                   |   | Francesco Boccacci Dianti | …                      |  |  |       |  |  |                 |  |  |                    |  |
| Laura Dianti      |   | Francesco Boccacci Dianti |                        |  |  |       |  |  |                 |  |  |                    |  |
|                   |   | …                         | …                      |  |  |       |  |  |                 |  |  |                    |  |
|                   |   | …                         | …                      |  |  |       |  |  |                 |  |  |                    |  |
|                   |   | …                         | …                      |  |  |       |  |  |                 |  |  |                    |  |
| Alessandro d'Este |   | …                         |                        |  |  |       |  |  |                 |  |  |                    |  |
|                   | … | …                         |                        |  |  |       |  |  |                 |  |  |                    |  |
|                   | … | …                         |                        |  |  |       |  |  |                 |  |  |                    |  |
|                   | … | …                         |                        |  |  |       |  |  |                 |  |  |                    |  |
| …                 | … |                           |                        |  |  |       |  |  |                 |  |  |                    |  |
|                   |   | …                         | …                      |  |  |       |  |  |                 |  |  |                    |  |
|                   |   | …                         | …                      |  |  |       |  |  |                 |  |  |                    |  |
|                   |   | …                         | …                      |  |  |       |  |  |                 |  |  |                    |  |
| Violante Segni    |   | …                         |                        |  |  |       |  |  |                 |  |  |                    |  |
|                   |   | …                         | …                      |  |  |       |  |  |                 |  |  |                    |  |
|                   |   | …                         | …                      |  |  |       |  |  |                 |  |  |                    |  |
|                   |   | …                         | …                      |  |  |       |  |  |                 |  |  |                    |  |
| …                 |   | …                         |                        |  |  |       |  |  |                 |  |  |                    |  |
|                   |   | …                         | …                      |  |  |       |  |  |                 |  |  |                    |  |
|                   |   | …                         | …                      |  |  |       |  |  |                 |  |  |                    |  |
|                   |   | …                         | …                      |  |  |       |  |  |                 |  |  |                    |  |
|                   |   | …                         |                        |  |  |       |  |  |                 |  |  |                    |  |